# Твоё имя. Часть III
«Твоё имя. Часть III» (яп. 君の名は　第三部: кими-но на ва — дайсанбу; англ. What Is Your Name? Part III) — японский чёрно-белый фильм-мелодрама 1954 года, поставленный режиссёром Хидэо Ооба на основе радиопьесы Кадзуо Кикуты. Заключительная часть популярной кинотрилогии о печальной истории любви Матико и Харуки, длительное время борющихся за своё счастье. Фильм сделан в популярной в те годы мелодраматической стилистике «сурэ-тигай». Кинолента стала лидером проката по результатам бокс-офиса 1954 года.

## Сюжет
Матико вернулась в Токио, где подала в суд заявление о расторжении брака. Однако, её супруг Кацунори, не желая расстаться с женой, которую, как ему кажется, он всё ещё любит, подаёт встречный иск против её возлюбленного Харуки Атомия, обвинив его в прелюбодеянии с Матико. Нагахаси-сан, бывший босс мужа Матико, а ныне вице-губернатор префектуры Кумамото на острове Кюсю, пытается вмешаться в скандальную судебную историю, стараясь разрешить возникшую ситуацию к обоюдному согласию. Нагахаси предлагает Матико уехать временно на Кюсю, отдохнуть и подождать, пока он разрулит это дело. Нагахаси пытается договориться с Кацунори уступить, и отпустить Матико, но тот упорствует, хотя сам уже присмотрел себе в невесты Ёсико, дочь влиятельного политика. Наконец, Кацунори даёт согласие на развод, но с условием, что Матико после развода выйдет замуж за кого угодно, но только не за желанного ей Харуки. Это условие не приемлемо для Матико.
Кацунори приводит в дом познакомить с матерью свою невесту Ёсико, которая сразу же даёт понять будущей свекрови, что после свадьбы ей придётся жить отдельно от молодых. Ранее помыкавшая своей невесткой Матико, свекровь наконец-то поняла ошибочность своего поведения. Она едет к Матико на Кюсю, чтобы попросить у неё прощения и уговорить вернуться. 
На Кюсю к Матико также приезжает попрощаться Харуки. Главный редактор издания, в котором он работает, отправляет Харуки репортёром в Европу. Простившись с ним, Матико принимает извинения от своей бывшей свекрови, но отказывается вернуться в их дом. 
После пережитых волнений, уставшая и надломленная Матико заболевает. Её состояние с каждым днём всё более ухудшается. Ожидая худшего, от её постели не отходят близкие: тётя Нобуэ, подруга Ая Исикава… Приезжает её навестить и Кацунори, сожалеющий о своём поведении при бракоразводном процессе. Он наконец-то подписал бумаги о разводе и привёз их ей. Положение больной Матико становится всё более опасным… Ая уговаривает главного редактора, в подчинении у которого находится Харуки, чтоб его немедленно отозвали из Европы, ибо Матико очень плоха и может вот-вот умереть. 
Наконец прилетает Харуки. Кризис в болезни Матико миновал и она даёт обещание Харуки, что не умрёт пока её любимый рядом. А он ей обещает, что отныне не покинет её никогда. 

## В ролях
- Кэйдзи Сада — Харуки Атомия
- Кэйко Киси — Матико Удзииэ
- Тикагэ Авасима — Ая Исикава
- Юмэдзи Цукиока — Юкиэ, сестра Харуки
- Юдзи Кавакита — Кацунори Хамагути
- Тосико Кобаяси — Кодзуэ
- Кёко Ками — Ёсико
- Тацуя Михаси — Хатиро Нодзима
- Тисю Рю — Касэда
- Эйдзиро Янаги — Нагахаси
- Сиро Осака — Соэдзима
- Харуё Итикава — Токуэ, свекровь Матико
- Юко Мотидзуки — Нобуэ, тётя Матико
- Хитоми Нодзоэ — Аса
- Акиро Исоно — Суэнага
- Итиро Симидзу — главный редактор

## О фильме
Заключительный фильм трилогии стал самым кассовым из фильмов киносериала. Собрав в прокате 330,15 миллионов иен, он также стал и лидером бокс-офиса по результатам 1954 года. 

## Премьеры
- — 1 декабря 1953 года — национальная премьера фильма в Токио[1]